# PfSense
pfSenseは、組み込み向けのオープンソースで配布されているFreeBSDを基にしたファイアウォール/ルーター。m0n0wall（2015年にプロジェクト終了）から 2004年に派生し、2006年10月に最初のリリースが行われた。
2023年現在では、オープンソースのpfSense CE (Community Edition) と、アプライアンス・仮想環境・クラウド向けの pfSense Plus (2021年発売開始) という二種類がリリースされている。

## 機能[5]
ファイアウォール機能
- NAT
- ステートフルインスペクション ファイアウォール

VPN機能
- PPTP, L2TP, IPSec, OpenVPN, WireGuard

その他機能
- DHCP Server/Client/Relay
- ダイナミックDNS
- CLI, Web GUI
- ロードバランシング機能
- トラフィックシェーピング
- Captive Portal機能
- SSH
- PPPoEサーバ
- DNSサーバ
- Proxyサーバ

## システム要件[6]
- 最低でも500MHz以上のCPUと512MBのRAM
- 1GHz以上のCPUと1GBのRAMを推奨
- フルインストールには1GB以上の ディスク
- 対応するハードウェアについてはベースとなる FreeBSD に準拠。

## 対応 (pfSense CE のベースとなっている FreeBSD のバージョン)[7]
- pfSense Version1.2 FreeBSD Version6.2-RELEASE-p11
- pfSense Version1.2.1 FreeBSD Version7.0-RELEASE-p7
- pfSense Version1.2.2 FreeBSD Version7.0-RELEASE-p8
- pfSense Version1.2.3 FreeBSD Version7.2-RELEASE-p5
- pfSense Version2 FreeBSD Version8.1-RELEASE-p4
- pfSense Version2.0.1 FreeBSD Version8.1-RELEASE-p6
- pfSense Version2.0.2 FreeBSD Version8.1-RELEASE-p13
- pfSense Version2.0.3 FreeBSD Version8.1-RELEASE-p13
- pfSense Version2.1 FreeBSD Version 8.3-RELEASE
- pfSense Version2.2 FreeBSD Version 10.1-RELEASE
- pfSense Version2.2.4 FreeBSD Version 10.1-RELEASE-15
- pfSense Version2.4.0 FreeBSD Version 11.1-RELEASE
- pfSense Version2.7.0 FreeBSD Version 14.0-CURRENT